# 利溪大夫第
利溪大夫第位於四川省南充市蓬安縣，文物遺址年代判定為清。2012年7月16日公佈為第八批四川省文物保護單位。
利溪大夫第位於四川省南充市蓮安縣利溪鎮花房子村，建於清同治至光緒年間，由利溪伍氏家族建造，為典型的民居式木構建築。坐西南朝東北，總體為單進四合院部局，東西長為75公尺，南北長35公尺，建築面積為2600余平方公尺，大小房屋百余間，主要由前廳、正廳、左右廂房、書房和其它用房組成，前廳台基高1.8公尺，寬1.5公尺，有垂帶踏道15級，面闊五間21.8公尺，進深8.5公尺，通高6.7公尺，單簷懸山頂。正廳台基高0.9公尺，寬1.4公尺，面闊五間23公尺，進深12公尺，通高7.2公尺，正立面呈一正兩耳式，明間與次間屋面高於稍間，屋簷用兩檩，金柱與簷柱施穿插枋相互連接，穿插枋延伸出簷柱的部分寬度加大，前段端下部作卷殺，上端截取部分置大斗，枋上置木板，板上施座墩，上立短柱承屋簷內簷檩，在短柱一半處又施穿插枋，與短柱透榫相交，承挑外簷檩，單簷懸山頂。左右側廳各面闊三間15公尺，進深7公尺，通高6.5公尺，台基與正廳同一平面，明間前有踏道三步。大夫第用材施工十分精細，佈局合理。除前山門被1981年洪水毀壞外，其余保存完整。利溪大夫第是研究清代蓬州外來移民的分佈狀況和考證當地社會經濟發展水平的實物資料。2003年南充市人民政府公佈其為市級文物保護單位。